# Phạm Ngọc Khôi
Phạm Ngọc Khôi (sinh ngày 19 tháng 7 năm 1964) là một nhạc trưởng, nghệ sĩ nhân dân người Việt Nam. Ông hiện là phó chủ tịch Hội nhạc sĩ Việt Nam.

## Tiểu sử
Phạm Ngọc Khôi sinh tại Hà Nội. Ông được học piano khi mới 5 tuổi và vào học ở Nhạc viện Hà Nội (nay là Học viện Âm nhạc Quốc gia Việt Nam) lúc 7 tuổi.
Ông tốt nghiệp Đại học chuyên ngành piano và chuyên ngành chỉ huy tại Nhạc viện Hà Nội.

## Sự nghiệp
Từ năm 1983, ông tham gia biên soạn, phối khí và dàn dựng, chỉ huy trong nhiều chương trình biểu diễn nghệ thuật chuyên nghiệp lớn của quốc gia như học viện Âm nhạc Quốc gia Việt Nam, Hội Nhạc sĩ Việt Nam, các Đài Phát thanh và Truyền hình, và là cộng tác viên thường xuyên của Hội Nhạc sĩ Việt Nam, Đài Tiếng nói Việt Nam, Đài Truyền hình Việt Nam, trung tâm băng đĩa DIHAVINA và nhiều đơn vị nghệ thuật khác.
Ông còn là thành viên sáng lập Ban nhạc Hoa Sữa, tham gia xây dựng nhiều chương trình biểu diễn có hiệu quả nghệ thuật đáng kể. Ngoài ra, ông còn sáng tác ca khúc, khí nhạc và nhạc cho các bộ phim truyền hình, phim truyện, âm nhạc cho sân khấu.
Ngoài ra, ông còn thường xuyên tổ chức các sự kiện văn hóa nghệ thuật lớn của lực lượng Công an mà báo Công an nhân dân là đơn vị thường trực.
Hiện Phạm Ngọc Khôi là giảng viên học viện Âm nhạc Quốc gia Việt Nam, Thạc sĩ chuyên ngành Chỉ huy dàn nhạc. Ông còn Là Phó chủ tịch, Ban Thường vụ Hội Nhạc sĩ Việt Nam Khóa VIII.

## Danh hiệu
Ông đã được phong tặng danh hiệu Nghệ sĩ Ưu tú (2001) và Nghệ sĩ nhân dân (2015).